# 瓦卡馬底鱂
瓦卡馬底鱂，為輻鰭魚綱鯉齒目鯉齒亞目底鱂科的其中一種，為溫帶淡水魚，被IUCN列為易危保育類動物，分布於美國北卡羅萊那州沃卡莫湖流域，體長可達10公分，棲息在湖泊表層水域，生活習性不明，可作為觀賞魚。

## 擴展閱讀
維基物種上的相關：瓦卡馬底鱂